# Festival Nacional de Cine (Marruecos)
El Festival Nacional de Cine (en francés: Festival national du film, FNF) es un festival de cine organizado por el Centro Cinematográfico Marroquí y consagrado a las producciones marroquíes.

## Ediciones
Creado en 1982, las primeras ediciones se celebraron con periodicidad variable, cada pocos años, aunque desde 2010 se ha celebrado todos los años sin interrupción. Desde su octava edición, tiene lugar siempre en Tánger, donde ya se había celebrado en la cuarta edición. Las otras ciudades que han acogido el festival son Rabat (1.ª edición), Mequinez (3.ª), Marrakech (6.ª), Uchda (7.ª) y Casablanca (2.ª y 5.ª).
| Edición | Ciudad     | Fechas                                 |
| ------- | ---------- | -------------------------------------- |
| 1.ª     | Rabat      | 9 a 16 de octubre de 1982              |
| 2.ª     | Casablanca | 15 a 22 de diciembre de 1984           |
| 3.ª     | Mequinez   | 26 de octubre a 3 de noviembre de 1991 |
| 4.ª     | Tánger     | 2 a 9 de diciembre de 1995             |
| 5.ª     | Casablanca | 14 a 21 de noviembre de 1998           |
| 6.ª     | Marrakech  | 27 de enero a 3 de febrero de 2001     |
| 7.ª     | Uchda      | 7 a 15 de junio de 2003                |
| 8.ª     | Tánger     | 2 a 10 de diciembre de 2005            |
| 9.ª     | Tánger     | 18 a 27 de octubre de 2007             |
| 10.ª    | Tánger     | 13 a 20 de diciembre de 2008           |
| 11.ª    | Tánger     | 23 a 30 de enero de 2010               |
| 12.ª    | Tánger     | 21 a 29 de enero de 2011               |
| 13.ª    | Tánger     | 12 a 21 de enero de 2012               |
| 14.ª    | Tánger     | 1 a 9 de febrero de 2013               |
| 15.ª    | Tánger     | 7 a 15 de febrero de 2014              |
| 16.ª    | Tánger     | 20 a 28 de febrero de 2015             |
| 17.ª    | Tánger     | 26 de febrero a 5 de marzo de 2016     |
| 18.ª    | Tánger     | 3 a 11 de marzo de 2017                |
| 19.ª    | Tánger     | 9 a 17 de marzo de 2018                |
| 20.ª    | Tánger     | 1 a 9 de marzo de 2019                 |
| 21.ª    | Tánger     | 28 de febrero a 7 de marzo de 2020     |